# 美洲紅䴉
美洲紅䴉（Eudocimus ruber）是棲息在南美洲熱帶及特立尼达岛的一種䴉科鸟。牠們是特立尼达岛的國鳥，與棕臀雉冠雉一同在千里達和多巴哥國徽上出現。
美洲紅䴉長56-61厘米，重650克。牠們整隻都是紅色的，在翼端上有一點黑色。牠們會在樹上築巢，每胎會產2-4隻蛋。牠們總是成群的在沙灘、鹹水湖、紅樹林和沼澤裏覓食，並壹起在沼澤中的大樹上過夜，因此十分顯眼。牠們主要吃甲殼類及細小的水中動物。雛鳥是灰色及白色的，並會在沼澤內吃紅蟹，在成長時就會出現紅色的羽毛。
美洲紅䴉在野外的壽命約有15年，飼養下則有20年。
美洲紅䴉與美洲白䴉是非常近親，有時甚至被認為是同一物種。美洲紅䴉的蛋曾於1962年被放置在美洲白䴉的巢內，後來出現了牠們粉紅色的混種。
美洲紅䴉於1800年代在美國科羅拉多州出現，所有報告都指牠們是被引入或是走失的。
在2010年的一篇文獻中指出汞污染可能會影響美洲紅䴉對性別的認同度，當汞污染的度越高時，則會造成同性雄鳥築巢的比例增加。

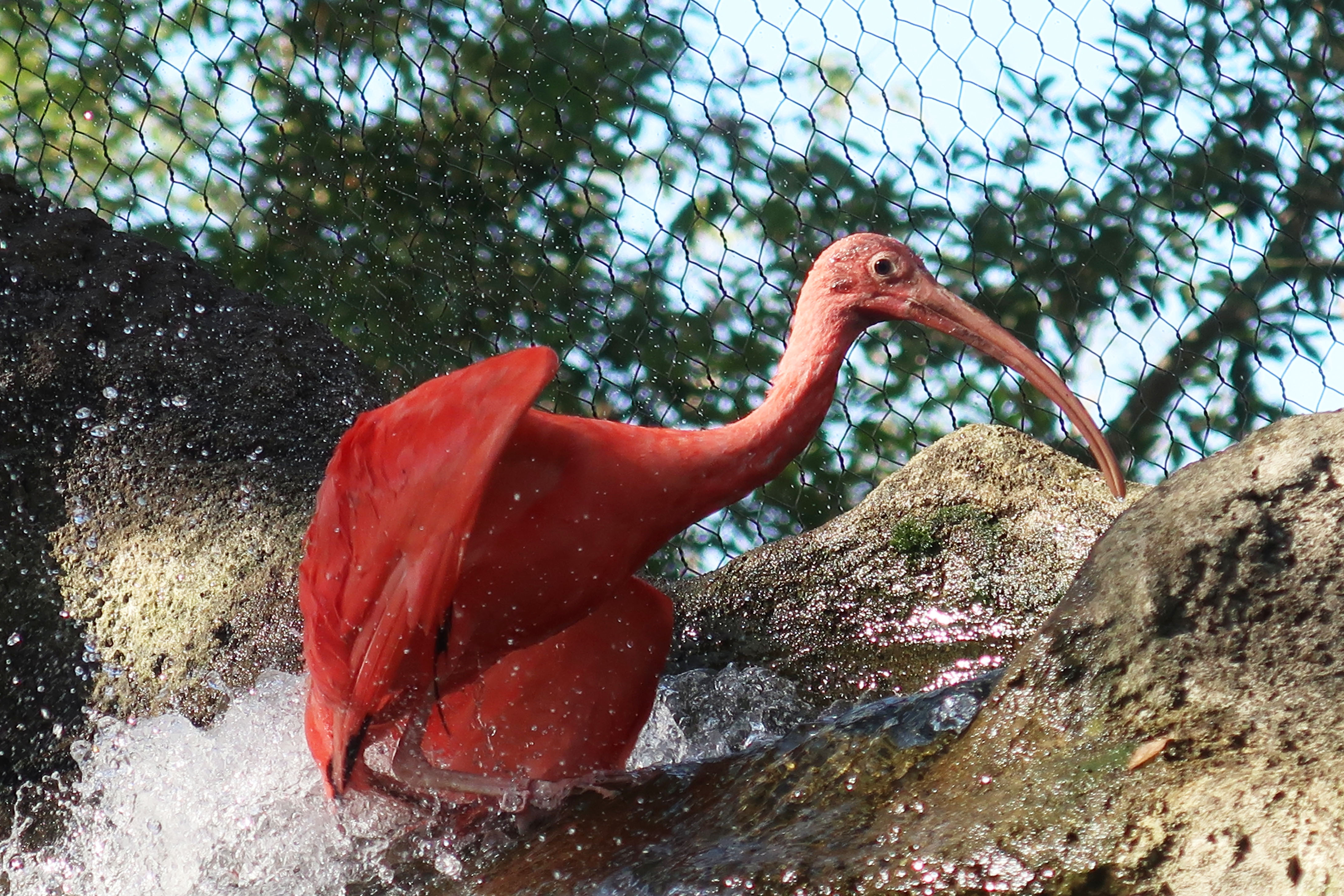
動物園裡的美洲紅䴉

## 保育狀況
牠們被列為《瀕危野生動植物種國際貿易公約》附錄二的物種，被限制出口及貿易。